# Shorwell
Shorwell är en civil parish i Storbritannien.   Den ligger i grevskapet Isle of Wight och riksdelen England, i den södra delen av landet, 130 km sydväst om huvudstaden London. Shorwell ligger på ön Isle of Wight.